# فیلیپه شاکارتگویی
فیلیپه شاکارتگویی (انگلیسی: Felipe Chacartegui؛ زادهٔ ۲۳ فوریهٔ ۱۹۹۸) بازیکن فوتبال اهل اسپانیا است.